# Nepiodes cinnamomea
Nepiodes cinnamomea är en skalbaggsart som först beskrevs av Lansberge 1884.  Nepiodes cinnamomea ingår i släktet Nepiodes och familjen långhorningar. Inga underarter finns listade i Catalogue of Life.